# KGM Torres
La KGM Torres, fino al 2023 SsangYong Torres (in coreano: 쌍용 토레스?; codice di progetto J100), è un crossover SUV prodotto dalla casa automobilistica sudcoreana KG Mobility (in passato nota come SsangYong Motor Company) a partire dal 2022.

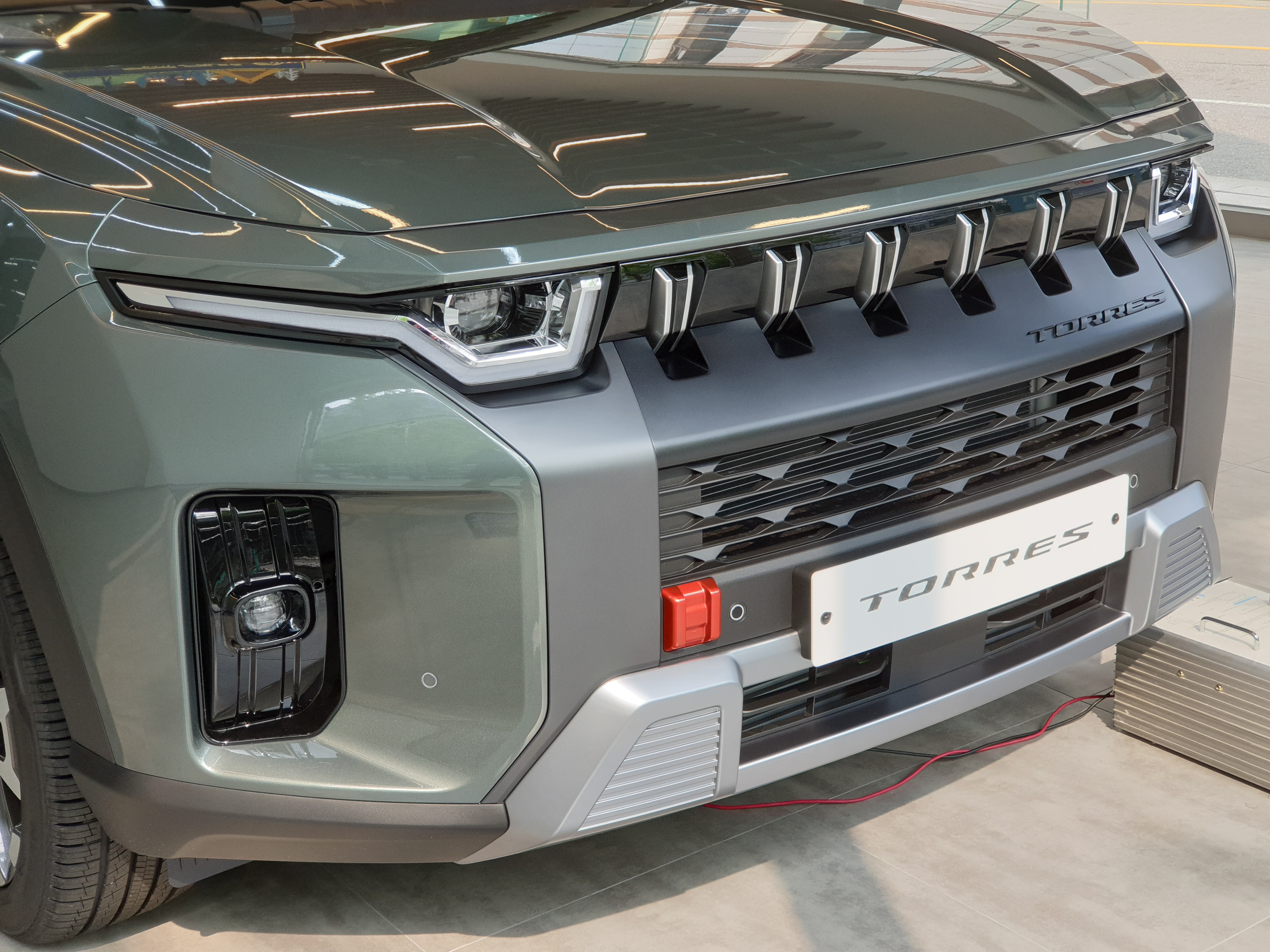
Dettaglio frontale

## Descrizione

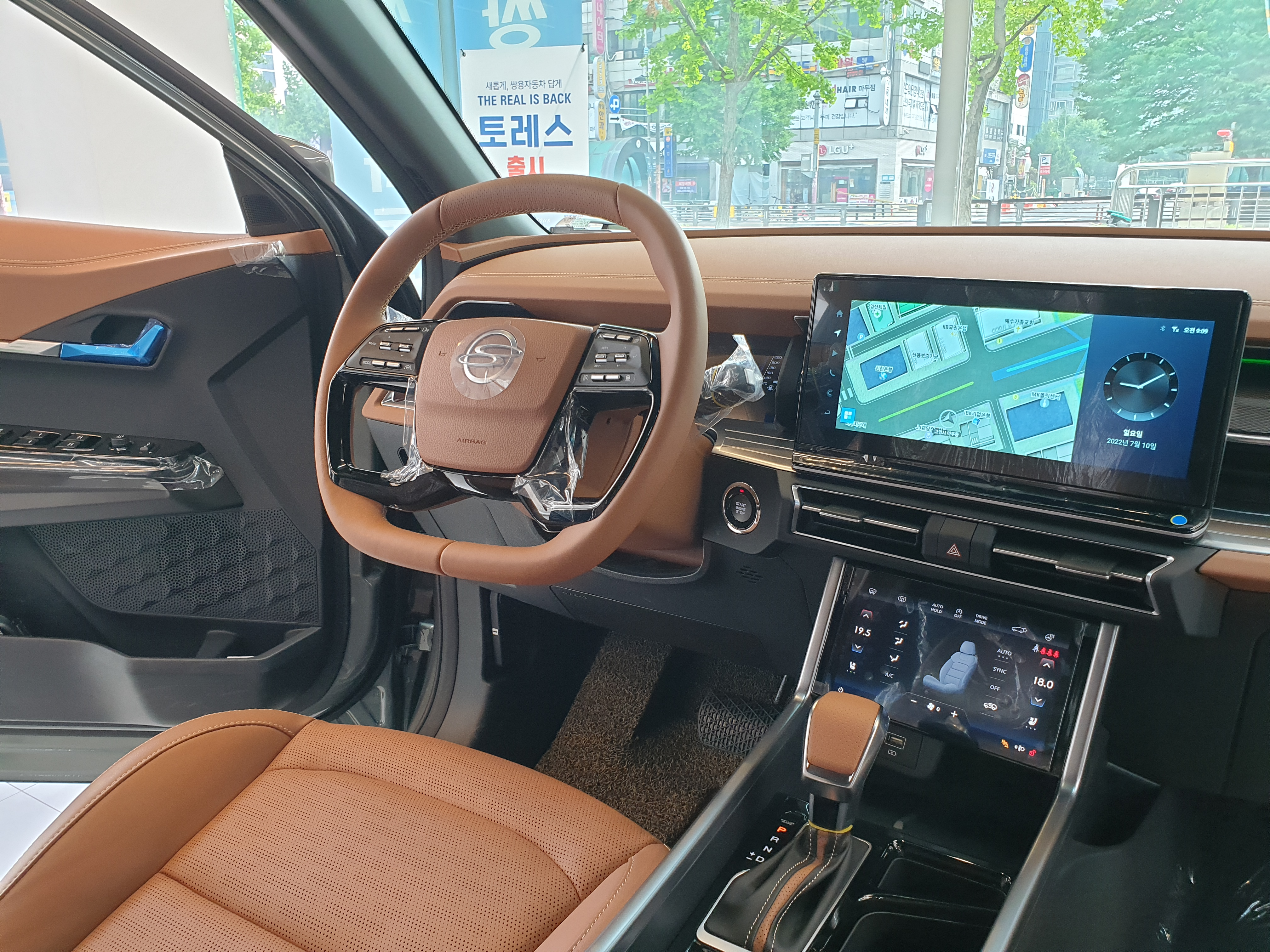
Interni

Presentata ufficialmente il 13 giugno 2022, la vettura condivide la stessa piattaforma con la SsangYong Korando e si posiziona nella gamma del costruttore asiatico tra la Korando e la Rexton.
Il veicolo prende il nome dal parco nazionale Torres del Paine della regione della Patagonia, situato tra le Ande e la Patagonia in Cile.
La Torres è crossover SUV di medie dimensioni, con schema meccanico "tuttoavanti", ovvero a motore anteriore longitudinale e trazione anch'essa anteriore; in opzione è disponibile la trazione integrale. A spingere la vettura c'è un motore a benzina a quattro cilindri in linea da 1.5 litri siglato eXGi150T T-GDI sovralimentato mediante turbocompressore che sviluppa una potenza di 170 CV, coadiuvato da una trasmissione automatica a 6 velocità.